# Mary Bryant
Mary Bryant (* 1765 in Fowey, Cornwall, England; † nach 1794 in England) war eine englische Strafgefangene, die in die Sträflingskolonie Australien deportiert wurde. Sie war die einzige Frau in einer Gruppe von Sträflingen, denen am 28. März 1791 mit einem kleinen Boot eine 5.200 Kilometer lange Flucht aus Australien nach Timor gelang.

## Vorgeschichte
In England waren die Gefängnisse in jener Zeit überfüllt, weil Straffällige – selbst bei kleinen Delikten wie Mundraub – zu langen Freiheitsstrafen oder zum Tod verurteilt wurden. Sträflinge aus England konnten nicht mehr nach Amerika transportiert werden, weil die Engländer ihre dortigen Kolonien mit dem Frieden von Paris (1783) verloren hatten. Um die zahlreichen Verurteilten unterzubringen, für die in den Gefängnissen kein Platz mehr war, wurden sie in England auch auf Schiffen festgesetzt. Die britische Regierung erwartete, dass sich dieses Problem mit der Entsendung von Sträflingen auf den australischen Kontinent entspannen könnte. Die Sträflinge sollten diesen Kontinent kolonialisieren. Jeder fünfte Sträfling, der dorthin transportiert wurde, war eine Frau. Aufgrund der unmenschlichen Bedingungen, die auf den Schiffen herrschten, kamen zahlreiche Sträflinge bereits auf dem Transport ums Leben. Das anfängliche Leben in der Sträflingskolonie war von Hunger und Entbehrungen geprägt, zahlreiche Sträflinge starben.

## Deportation
Mary war die Tochter des Fischers Broad (oder Braud). Am 20. Mai 1786 wurde sie in England wegen Diebstahls einer seidenen Damenhaube zum Tode verurteilt. Wie seinerzeit durchaus üblich, wurde dieses Todesurteil in eine Strafe von sieben Jahren umgewandelt. Diese Strafe war fernab von England, mit kaum einer Chance auf Rückkehr, zu verbüßen. Zunächst war Mary auf dem Gefängnisschiff Dunkirk bei Plymouth inhaftiert und sie sollte anschließend nach Australien deportiert werden. Diese Maßnahme wurde in England Transportation genannt.
Mary wurde in den Jahren von 1787 bis 1788 auf der Charlotte, einem Sträflingstransportschiff der First Fleet, bis nach Port Jackson transportiert. Auf diesem Schiff brachte sie eine Tochter zur Welt, die sie Charlotte nannte. Kurz nach ihrer Ankunft der First Fleet in Port Jackson, die am 26. Januar 1788 erfolgte, heiratete sie am 10. Februar 1788 den Sträfling William Bryant, einen 31-jährigen Fischer. Dieser zählte, wie auch sie, in Cornwall zu der Minderheit der Cornischen.
Am Ufer von Port Jackson baute William Bryant eine Hütte und legte mit der Genehmigung der Kolonialverwaltung einen Garten an. Da seinerzeit die Versorgungslage der Kolonie überaus prekär war, weil viele Lebensmittel, die die Schiffe transportiert hatten, auf der Reise verdorben waren, sollte eine Selbstversorgung helfen, die Not zu mildern. Bryant war von der kolonialen Verwaltung mit dem Fischfang beauftragt. Alle gefangenen Fische mussten der kolonialen Verwaltung übergeben werden, die sie verteilte. Im Februar 1789 wurde er mit 100 Peitschenhieben dafür bestraft, weil er Fische an der Verwaltung vorbei abzweigte. Im April 1790 wurde Emmanuel geboren, Mary Bryants zweites Kind.

## Flucht
In der Kolonie herrschten Hungersnöte und zahlreiche Menschen starben. William Bryant plante aufgrund dieser Verhältnisse die Flucht mit seiner Familie. Auf einem niederländischen Schiff, das am Port Jackson ankerte, erwarb William Bryant eine Seekarte, einen Kompass und Quadrant, Munition, Verpflegung und zwei Musketen. Als das Sträflingstransportschiff Supply Port Jackson in Richtung der Norfolkinsel verließ und auch das niederländische Schiff abgelegt hatte, lag kein Schiff mehr im Hafen, das die Verfolgung der Flüchtigen hätte aufnehmen können. Daraufhin stahl William Bryant am 28. März 1791 gemeinsam mit sieben weiteren Sträflingen das Schiff des Gouverneurs Arthur Phillip. Elf Sträflinge flohen aus der Kolonie, darunter auch Mary Bryant mit ihren zwei Kindern.
Es war ein riskantes Unternehmen, ins mehr als 5200 Kilometer entfernte Timor zu fliehen. Diese seglerische Leistung wird oft mit William Blighs Leistung verglichen, der von seiner Mannschaft auf der Bounty auf offener See ausgesetzt wurde. Als die Flüchtigen nach 69 Tagen im niederländischen Stützpunkt Kupang auf Timor ankamen, gaben sie an, sie wären Überlebende eines Schiffs, das vor der Küste Australiens gesunken war. Doch die Lüge flog auf, als der englische Kapitän Edward Edwards mit vier kleinen Booten dort ankam, in denen sich die überlebenden Marinesoldaten der vor Tahiti gesunkenen HMS Pandora und die gefangenen Meuterer der Bounty befanden. Edwards setzte die Sträflinge fest und transportierte sie mit der Rembang, einem Schiff der Ostindien-Kompanie im November nach Batavia. Mary Bryants Sohn Emmanuel, geboren im Jahre 1790, starb dort kurz nach der Ankunft am 1. Dezember und ihr Ehemann am 22. Dezember 1791 an Fieber. Mary und Charlotte verließen Batavia. Edwards erreichte das Kap der Guten Hoffnung am 18. März 1792, wo sie von der HMS Gorgon aufgenommen wurden. Die Gorgon legte mit den überlebenden Sträflingen, Seeleuten und den Meuterern der Bounty im frühen April ab. Auf diesem Schiff ging einer der Flüchtigen in der Sundastraße über Bord, zwei starben auf See, wie auch die im Jahr 1787 geborene Tochter von Mary Bryant am 5. Mai 1792.
In Portsmouth angekommen, kam Mary Bryant nach London und von dort ins Newgate-Gefängnis. Das Leben und Schicksal der geflüchteten Sträflinge wurde in Zeitungen publiziert und die öffentliche Meinung war für eine sofortige Entlassung aus der Haft. Die Gerichte lehnten dies ab und nur bei guter Führung stellten sie den Geflohenen in Aussicht, dass sie nach dem Ende der sieben Jahre mit einer Entlassung rechnen könnten. Die ansonsten strafverschärfende Flucht blieb gerichtlich folgenlos.
Mary Bryant kam erst am 2. Mai 1793 frei, die vier anderen Sträflinge im November 1793. Sie ging zu ihrer Familie nach Fowey zurück. Der schottische Schriftsteller James Boswell unterstützte Mary Bryant mit jährlich £10, solange sie diese benötigte. Die letzte nachgewiesene Nachricht über Mary Bryant stammt aus dem November 1794, danach ist über ihr weiteres Leben nichts bekannt.

## Flüchtige Sträflinge
Alle Sträflinge kamen in Kupang in guter gesundheitlicher Verfassung an. Von der Flüchtlingsgruppe erreichten allerdings lediglich fünf Personen lebend England. Es waren Mary Bryant, William Allen, Samuel Broom, Nathaniel Lilly und James Martin.
Seinerzeit kamen mit der First Fleet William Bryant, Mary, seine spätere Frau mit ihrem Kind Charlotte (Emmanuel wurde in Australien geboren), James Martin, James Cox und Samuel Bird im Jahr 1788 nach Australien. Mit der Second Fleet erreichten William Allen, Samuel Broom, Nathaniel Lilly und William Morton im Jahr 1790 die Sträflingskolonie.

## Nachwirken
Mary Bryants Leben war mehrfach Gegenstand in Büchern und ein Thema in englischen bzw. australischen TV-Filmen, wie in der australischen Miniserie Mary Bryant – Flucht aus der Hölle (The Incredible Journey of Mary Bryant, 2005). Sie kam auch in Liedern vor.